# Učenje plavanja
Plavalne lekcije so proces učenja plavanja. Nivoji znanja plavanja so v večini držav določeni v učnem načrtu. Za nadaljnje usposabljanje v vodnih spretnostih je potrebno pridobiti ustrezno potrdilo o znanju plavanja. Mnoge države so določile minimalno raven znanja plavanja, ki ga morajo otroci doseči do konca osnovnega izobraževanja. V večini primerov so cilji in vsebine določene v učnem načrtu. 
Otroci so pogosto deležni lekcij, s katerimi se prilagodijo na vodo in razvijajo plavalne tehnike. Vsesplošno velja, da otroci do štirih let ne morejo plavati sami, priporoča pa se vodena vadba za dojenčke in malčke, z namenom preprečitev utopitev.